# Lijst van reptielen in Colombia

Kaart van Colombia.

Deze lijst bevat  reptielen die in Colombia voorkomen. Zowel de mariene als continentale en zowel de zoetwater als zout water-reptielen worden beschreven.
Colombia is een tropisch land rond de evenaar en bezit verschillende ecosystemen wat de biodiversiteit groot maakt
Colombia is het land met de op twee na grootste biodiversiteit in reptielen (506 soorten), met 30 % van de soorten schildpadden (33) en 25 % van de krokodillensoorten (7). Verder komen in het land zo'n 300 soorten slangen voor.

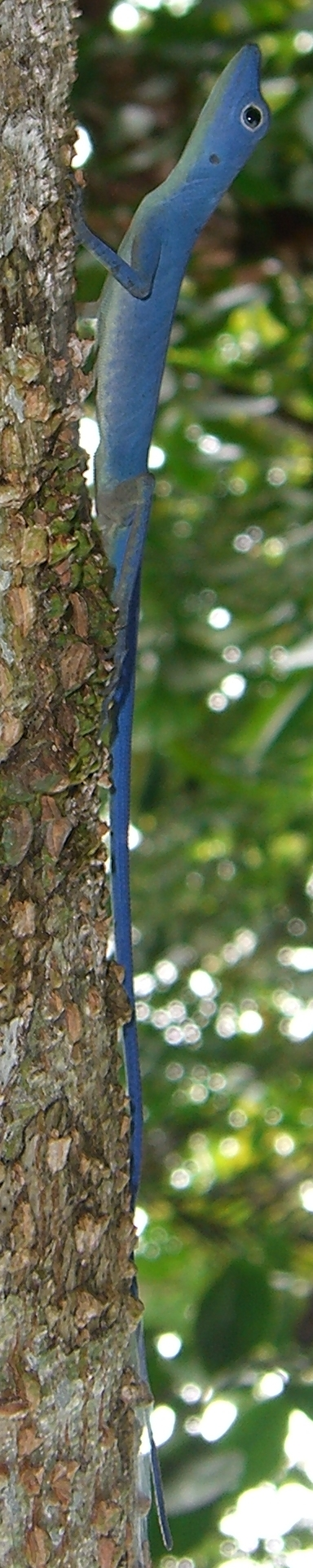
Anolis gorgonae

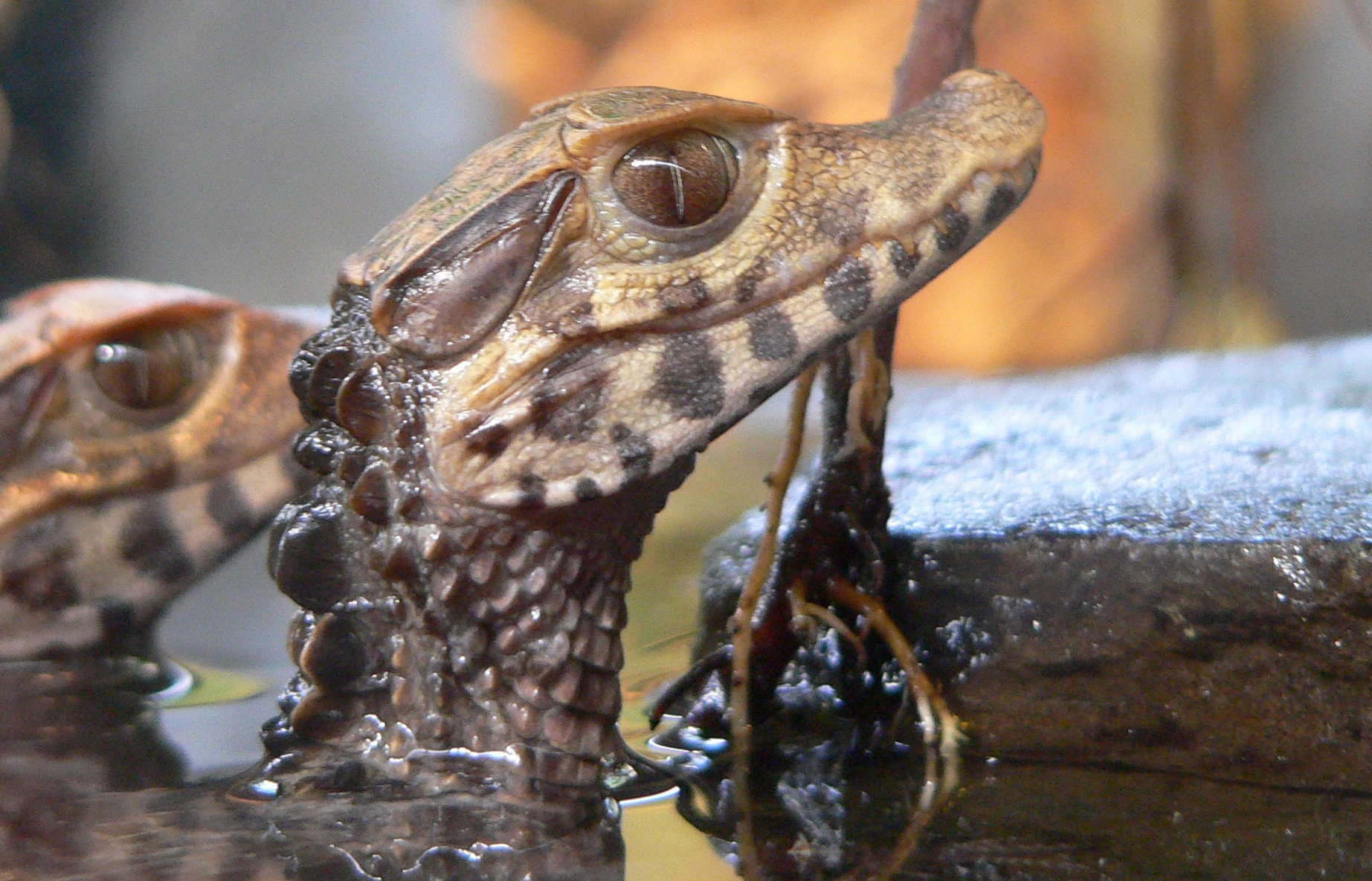
Paleosuchus palpebrosus - Cuviers gladvoorhoofdkaaiman

## OrdeSquamata- slangen
1. Amastridium veliferum
2. Anilius scytale
3. Anomalepis colombia
4. Apostolepis niceforoi
5. Atractus andinus
6. Atractus apophis
7. Atractus arangoi
8. Atractus atratus
9. Atractus attenuates
10. Atractus avernus
11. Atractus badius
12. Atractus biseriatus
13. Atractus bocourti
14. Atractus boulengerii
15. Atractus charitoae
16. Atractus chthonius
17. Atractus clarki
18. Atractus collaris
19. Atractus crassicaudatus
20. Atractus davidhardi
21. Atractus echidna
22. Atractus elaps
23. Atractus emersoni
24. Atractus erythromelas
25. Atractus franciscopaivai
26. Atractus guentheri
27. Atractus heliobelluomini
28. Atractus indistinctus
29. Atractus iridescens
30. Atractus janethae
31. Atractus lasallei
32. Atractus latifrons
33. Atractus lehmanni
34. Atractus limitaneus
35. Atractus loveridgei
36. Atractus lucilae
37. Atractus macondo
38. Atractus major
39. Atractus manizalesensis
40. Atractus medusa
41. Atractus melanogaster
42. Atractus melas
43. Atractus multicinctus
44. Atractus nasutus
45. Atractus nicefori
46. Atractus nigriventris
47. Atractus obesus
48. Atractus obtusirostris
49. Atractus occipitoalbus
50. Atractus oculotemporalis
51. Atractus orcesi
52. Atractus paisa
53. Atractus pamplonensis
54. Atractus poeppigi
55. Atractus punctiventris
56. Atractus reticulatus
57. Atractus sanctaemartae
58. Atractus sanguineus
59. Atractus snethlageae
60. Atractus titanicus
61. Atractus torquatus
62. Atractus trivittatus
63. Atractus typhon
64. Atractus univittatus
65. Atractus variegatus
66. Atractus vertebrolineatus
67. Atractus wagleri
68. Atractus werneri
69. Atractus zidoki
70. Boa constrictor
71. Bothriechis schlegelii - Schlegels groefkopadder
72. Bothriopsis bilineata
73. Bothriopsis pulchra
74. Bothriopsis taeniata
75. Bothrocophias campbelli
76. Bothrocophias colombianus
77. Bothrocophias hyoprora
78. Bothrocophias microphthalmus
79. Bothrocophias myersi
80. Bothrops asper
81. Bothrops atrox - lanspuntslang
82. Bothrops ayerbei
83. Bothrops brazili
84. Bothrops colombianus
85. Bothrops punctatus
86. Bothrops rhombeatus
87. Bothrops venezuelensis
88. Chironius carinatus
89. Chironius exoletus
90. Chironius fuscus
91. Chironius grandisquamis
92. Chironius monticola
93. Chironius multiventris
94. Chironius scurrulus
95. Clelia clelia
96. Clelia equatoriana
97. Clelia scytalina
98. Coluber mentovarius
99. Coniophanes andresensis
100. Coniophanes fissidens
101. Conophis lineatus
102. Corallus annulatus
103. Corallus batesi
104. Corallus hortulanus
105. Corallus ruschenbergerii
106. Crotalus durissus - Zuid-Amerikaanse ratelslang
107. Dendrophidion bivittatus
108. Dendrophidion boshelli
109. Dendrophidion dendrophis
110. Dendrophidion nuchale
111. Dendrophidion percarinatus
112. Diaphorolepis laevis
113. Diaphorolepis wagneri
114. Dipsas baliomelas
115. Dipsas catesbyi
116. Dipsas ellipsifera
117. Dipsas gracilis
118. Dipsas indica
119. Dipsas pavonina
120. Dipsas peruana
121. Dipsas pratti
122. Dipsas sanctijoannis
123. Dipsas temporalis
124. Dipsas viguieri
125. Drepanoides anomalus
126. Drymarchon caudomaculatus
127. Drymarchon corais
128. Drymarchon melanurus
129. Drymobius margaritiferus
130. Drymobius rhombifer
131. Drymoluber dichrous
132. Echinanthera undulata
133. Enuliophis sclateri
134. Enulius flavitorques
135. Enyalioides heterolepis
136. Epicrates cenchria
137. Epicrates maurus
138. Eunectes murinus - anaconda
139. Erythrolamprus aesculapii
140. Erythrolamprus bizonus
141. Erythrolamprus mimus
142. Erythrolamprus pseudocorallus
143. Erythrolamprus pyburni
144. Erythrolamprus pygmaea
145. Geophis betaniensis
146. Geophis hoffmanni
147. Geophis nigroalbus
148. Helicops angulatus
149. Helicops carinicaudus
150. Helicops danieli
151. Helicops hagmanni
152. Helicops leopardinus
153. Helicops pastazae
154. Helicops polylepis
155. Helicops scalaris
156. Helminthophis flavoterminatus
157. Helminthophis praeocularis
158. Hydrodynastes bicinctus
159. Hydromorphus concolor
160. Hydrops martii
161. Hydrops triangularis
162. Imantodes cenchoa
163. Imantodes gemmistratus
164. Imantodes inornatus
165. Imantodes lentiferus
166. Lachesis muta - bosmeester
167. Lachesis stenophrys
168. Lampropeltis triangulum
169. Leptodeira annulata
170. Leptodeira septentrionalis
171. Leptophis ahaetulla
172. Leptophis cupreus
173. Leptophis depressirostris
174. Leptophis riveti
175. Leptophis santamartensis
176. Leptotyphlops brevissimus
177. Leptotyphlops dugandi
178. Leptotyphlops joshuai
179. Leptotyphlops macrolepis
180. Leptotyphlops nicefori
181. Liophis breviceps
182. Liophis cobella
183. Liophis epinephelus
184. Liophis melanotus
185. Liophis miliaris
186. Liophis reginae
187. Liophis taeniogaster
188. Liophis taeniurus
189. Liophis typhlus
190. Liophis vitti
191. Liotyphlops anops
192. Liotyphlops argaleus
193. Liotyphlops albirostris
194. Liotyphlops haadi
195. Lygophis lineatus
196. Mastigodryas bifossatus
197. Mastigodryas boddaerti
198. Mastigodryas danieli
199. Mastigodryas melanolomus
200. Mastigodryas pleei
201. Mastigodryas pulchriceps
202. Micrurus ancoralis
203. Micrurus bocourti
204. Micrurus camilae
205. Micrurus clarki
206. Micrurus dissoleucus
207. Micrurus dumerilii
208. Micrurus filiformis
209. Micrurus hemprichii
210. Micrurus isozonus
211. Micrurus langsdorffi
212. Micrurus lemniscatus - Zuid-Amerikaanse koraalslang
213. Micrurus medemi
214. Micrurus mipartitus
215. Micrurus multifasciatus
216. Micrurus multiscutatus
217. Micrurus narduccii
218. Micrurus nattereri
219. Micrurus nigrocinctus
220. Micrurus obscurus
221. Micrurus oligoanellatus
222. Micrurus ornatissimus
223. Micrurus psyches
224. Micrurus putumayensis
225. Micrurus remotus
226. Micrurus renjifoi
227. Micrurus sangilensis
228. Micrurus scutiventris
229. Micrurus spixii
230. Micrurus spurrelli
231. Micrurus surinamensis
232. Ninia atrata
233. Nothopsis rugosus
234. Oxybelis aeneus
235. Oxybelis brevirostris
236. Oxybelis fulgidus - groene spitsneusslang
237. Oxyrhopus formosus
238. Oxyrhopus leucomelas
239. Oxyrhopus melanogenys
240. Oxyrhopus occipitalis
241. Oxyrhopus petola
242. Oxyrhopus vanidicus
243. Pelamis platura
244. Philodryas olfersii
245. Philodryas viridissima
246. Phimophis guianensis
247. Plesiodipsas perijanensis
248. Pliocercus euryzonus
249. Porthidium lansbergii
250. Porthidium nasutum
251. Pseudoboa coronata
252. Pseudoboa neuwiedii
253. Pseudoeryx plicatilis
254. Pseustes cinnamomeus
255. Pseustes poecilonotus
256. Pseustes shropshirei
257. Pseustes sulphureus
258. Rhadinaea decorata
259. Rhinobothryum bovallii
260. Rhinobothryum lentiginosum
261. Saphenophis antioquiensis
262. Saphenophis boursieri
263. Saphenophis sneiderni
264. Saphenophis tristriatus
265. Scaphiodontophis annulatus
266. Scaphiodontophis venustissimus
267. Sibon nebulata
268. Siphlophis cervinus
269. Siphlophis compressus
270. Spilotes pullatus - kippenslang
271. Stenorrhina degenhardtii
272. Synophis bicolor
273. Synophis lasallei
274. Synophis plectovertebralis
275. Taeniophallus brevirostris
276. Taeniophallus occipitalis
277. Tantilla alticola
278. Tantilla longifrontalis
279. Tantilla melanocephala
280. Tantilla nigra
281. Tantilla reticulata
282. Tantilla semicincta
283. Thamnodynastes gambotensis
284. Thamnodynastes pallidus
285. Trachyboa boulengeri
286. Tretanorhinus taeniatus
287. Typhlops brongersmianus
288. Typhlops minuisquamus
289. Typhlops reticulatus
290. Ungaliophis panamensis
291. Urotheca decipiens
292. Urotheca dumerilli
293. Urotheca fulviceps
294. Urotheca lateristriga
295. Urotheca multilineata
296. Urotheca pachyura
297. Xenodon rabdocephalus
298. Xenodon severus
299. Xenopholis scalaris
300. Xenoxybelis argenteus

- † Colombophis portai - Villavieja-formatie - Serravallien
- † Eunectes stirtoni - Villavieja-formatie - Serravallien
- † Titanoboa cerrejonensis - Cerrejón-formatie - Selandien-Thanetien

### OnderordeLacertilia- hagedissen
1. Dactyloa agassizi - komt alleen voor op het eiland Malpelo
2. Diploglossus millepunctatus - idem
3. Phyllodactylus transversalis - idem
4. Amphisbaena fuliginosa - gevlekte wormhagedis
5. Anolis binotatus
6. Anolis biporcatus
7. Anolis eulaemus
8. Anolis gorgonae
9. Anolis radulinus
10. Basiliscus basiliscus
11. Basiliscus galeritus
12. Corytophanes cristatus - helmleguaan
13. Ctenosaura similis - zwarte leguaan
14. Enyalioides cofanorum
15. Enyalioides heterolepis
16. Enyalioides laticeps
17. Enyalioides microlepis
18. Enyalioides oshaughnessyi
19. Enyalioides praestabilis
20. Iguana iguana - groene leguaan
21. Lepidoblepharis sanctaemartae
22. Morunasaurus annularis
23. Morunasaurus groi

- † Dracaena colombiana - Villavieja-formatie - Burdigalien

## OrdeTestudines- schildpadden
1. Caretta caretta - onechte karetschildpad
2. Chelonia mydas - soepschildpad
3. Chelonoidis carbonaria - Kolenbranderschildpad
4. Chelonoidis denticulata - Braziliaanse reuzenschildpad
5. Chelus fimbriatus - matamata
6. Chelydra acutirostris
7. Dermochelys coriacea - lederschildpad
8. Eretmochelys imbricata - karetschildpad
9. Kinosternon dunni
10. Kinosternon leucostomum
11. Kinosternon scorpioides - Zuid-Amerikaanse modderschildpad
12. Lepidochelys kempii - Kemps schildpad
13. Lepidochelys olivacea - warana of dwergschildpad
14. Mesoclemmys dahli - Colombiaanse kikkerkopschildpad
15. Mesoclemmys gibba - bochelschildpad
16. Mesoclemmys raniceps
17. Peltocephalus dumerilianus - Zuid-Amerikaanse grootkopschildpad
18. Phrynops geoffroanus - donkere paddenkopschildpad
19. Phrynops tuberosus
20. Platemys platycephala - roodkopdeukschildpad
21. Podocnemis erythrocephala
22. Podocnemis expansa - arrauschildpad
23. Podocnemis lewyana
24. Podocnemis sextuberculata
25. Podocnemis unifilis - terekayschildpad
26. Podocnemis vogli - savannescheenplaatschildpad
27. Rhinemys rufipes - rode paddenkopschildpad
28. Rhinoclemmys annulata - bruine aardschildpad
29. Rhinoclemmys diademata
30. Rhinoclemmys melanosterna
31. Rhinoclemmys nasuta
32. Trachemys callirostris
33. Trachemys scripta - lettersierschildpad
34. Trachemys venusta uhrigi

- † Carbonemys cofrinii - Cerrejón-formatie - Selandien-Thanetien
- † Cerrejonemys wayuunaiki - Cerrejón-formatie - Selandien-Thanetien
- † Chelus colombiana - Villavieja-formatie - Serravallien
- † Geochelone hesterna - Villavieja-formatie - Serravallien
- † Pelomedusoides - Cerrejón-formatie - Selandien-Thanetien
- † Podocnemis medemi - Villavieja-formatie - Serravallien
- † Podocnemis pritchardi - Villavieja-formatie - Serravallien
- † Puentemys mushaisaensis - Cerrejón-formatie - Selandien-Thanetien

## OrdeCrocodilia- krokodillen
1. Caiman caiman apaporiensis
2. Caiman crocodilus - kaaiman
3. Crocodylus acutus - spitssnuitkrokodil
4. Crocodylus intermedius - Orinocokrokodil
5. Melanosuchus niger - zwarte kaaiman
6. Paleosuchus palpebrosus - Cuviers gladvoorhoofdkaaiman
7. Paleosuchus trigonatus - Schneiders gladvoorhoofdkaaiman

- † Acherontisuchus guajiraensis - Cerrejón-formatie - Selandien-Thanetien
- † Balanerodus logimus - Villavieja-formatie - Serravallien
- † Caiman lutescens - Villavieja-formatie - Serravallien
- † Cerrejonisuchus improcerus - Cerrejón-formatie - Paleoceen
- † Charactosuchus fieldsi - Villavieja-formatie - Serravallien
- † Gryposuchus colombianus - Villavieja-formatie - Serravallien
- † Langstonia huilensis - Villavieja-formatie - Serravallien
- † Mourasuchus - Villavieja-formatie - Serravallien
- † Purussaurus neivensis - Huila - Mioceen
- † Sebecosuchia - Honda-groep - Langhien

## †Plesiosauriërs
- † Brachauchenius - Villa de Leyva - Barremien
- † Callawayasaurus colombiensis - Villa de Leyva - Aptien
- † Kronosaurus boyacensis - Villa de Leyva - Aptien-Albien
- † Yaguarasaurus - Yaguará - Turonien